# Полячек, Абрам Самойлович
Абрам Самойлович Полячек (10 декабря 1889, Ростов-на-Дону — 22  августа 1976, Москва) — русский композитор-песенник, пианист-аккомпаниатор, в советское время работал музыкальным педагогом.

## Биография
Родился в семье портного Шмуля (Шмуила) Ицковича Полячека (1842—?) и его жены Малки (1852—?), переехавших в Ростов-на-Дону в 1882 году из Новогрудка (Новогрудского уезда Минской губернии) и проживавших на улице Воронцовской, дом № 65. В семье было шестеро сыновей (из которых Абрам был младшим) и три дочери. В детстве учился игре на фортепиано, учился в музыкальном училище Ростовского филиала Русского музыкального общества. В 1912 году окончил Санкт-Петербургскую консерваторию по классу Л. В. Николаева, в 1914 году получил при этой консерватории диплом свободного художника.
Ещё будучи студентом, стал работать аккомпаниатором эстрадной певицы А. Е. Сокольской, выпускницы той же консерватории по классу Альмы Фострём; по её просьбе начал писать песни для её репертуара. Эти песни, в том числе романсы «Не замай», «Печаль матери», «Ах ты, гой, удалой», «Ах ты, молодость моя», «Алёша Попович», «Гусляр», «Прялочка», «Танюша», инструментальный вальс «Оборванные струны», мелодекламация «Она пришла ко мне такая белая…» на смерть Анастасии Вяльцевой, выходили под псевдонимами «А. С. Самойлов», «А. Самойлов (Полячек)», «А. П.», «А. Львов» и «А. Соколов», а также под его собственным именем в московском издательстве С. Я. Ямбора. Слова песен были предложены издательством или самой А. Е. Сокольской.
Особую известность приобрела песня «Любовь к родине» («Вижу чудное приволье», позже «Родина») на адаптированные слова стихотворения Феодосия Савинова «На родной почве» (1885) из сборника его избранных стихотворений в издательстве Александра Левенсона (1900); песня была впервые издана отдельным нотным буклетом в 1912 году под псевдонимом «А. С. Самойлов». В 1918 году она была перепечатана частным издательством А. К. Соколовой и впервые записана на грампластинку джаз-оркестром Давида Гейгнера в начале 1930-х годов в Харбине на лейбле Columbia Records под названием «Вижу чудное приволье» в исполнении Леонида Моложатова. В 1945 году песня под названием «Это русская земля!» вошла в репертуар Сергея Лемешева, записавшего её на пластинку Апрелевского завода в сопровождении ансамбля народных инструментов. Слова песни в этой записи были несколько изменены (с устранением одного куплета), а первая нотная публикация в СССР последовала лишь в 1952 году.
К началу Первой мировой войны его совместная работа с Александрой Сокольской прекратилась и в 1915 году он как вольноопределяющийся музыкант создал струнный оркестр в составе Фанагорийского полка, с которым участвовал в боевых действиях. Им был создан «Марш Фанагорийского полка», ноты которого не сохранились.
В 1922 году поселился в Баку, где работал музыкальным педагогом, аккомпаниатором, концертмейстером и хормейстером, в том числе руководил вокально-хоровым обучением в курсантском клубе в Каспийском высшем военно-морском краснознамённом училище имени С. М. Кирова (1949—1953). С 1967 года жил в Москве.

## Семья
Сын — Евгений Абрамович Полячек (1931—2021), инженер, выпускник минно-торпедного факультета Каспийского ВВМКУ имени С. М. Кирова (1953) и Всесоюзного заочного энергетического института, автор воспоминаний.